# Temporada 2017 de Superturismo Uruguayo
La temporada 2017 del Campeonato Nacional de Superturismo, más conocido como Superturismo, también conocido como Superturismo by Cosworth por motivos de motorización, será la temporada número 20 en la historia del Superturismo Uruguayo organizado por la Asociación Uruguaya de Volantes (AUVO) y fiscalizado por la Federación Uruguaya de Autmovilismo Deportivo (FUAD). Es la tercera temporada de la categoría usando motores Cosworth. Rodrigo Aramendía y el equipo Peugeot son los defensores del título de la temporada 2016.

## Sistema de disputa
Se cambiará el sistema de clasificación volviendo al formato usado hace algunos años donde cada piloto rodaba una vuelta. Las series seguirán siendo los domingos, pasando de seis vueltas a ocho vueltas y los minutos que correspondan, cambiando también el sistema de puntajes.

### Disposiciones técnicas
Se mantiene el motor único para toda la categoría, un Cosworth de cilindros y 2.000 cc con 225 CV de potencia. La caja de cambios secuencial de competición pertenece a Sadev. Mientras que los neumáticos son unos Toyos Proxes 888 en la medida 205/55 R15 sobre llantas de aleación ligera de 15 pulgadas.

### Clase 2
Será una nueva categoría dentro del Superturismo que empezará a disputarse en la temporada 2017. La podrán disputar autos que sean modelos de tracción delantera y tengan motor delantero transversal fabricados desde el año 1997 en adelante. Tendrá similitudes con los autos usados hasta 2014 en Superturismo. Desde AUVO se informó que las fechas del Superturismo y del Superturismo Clase 2 irán en fin de semanas distintos. Los autos que participen de esta categoría utilizarán motores Cosworth (que tendrán entre unos 190 y 200 CV) y cajas de cambios Sadev como la categoría principal.

## Pilotos y equipos participantes

### Clase principal
| Marca      | Modelo   | N.º | Piloto              | Equipo                 | Copa de Particulares |
| ---------- | -------- | --- | ------------------- | ---------------------- | -------------------- |
| Peugeot    | 208      | 1   | Rodrigo Aramendía   | Petrobras Peugeot      |                      |
| Peugeot    | 208      | 7   | Fernando Rama       | Petrobras Peugeot      |                      |
| Peugeot    | 208      | 46  | José Luis Matos     | Petrobras Peugeot      |                      |
| Chevrolet  | Onix     | 30  | Martín Cánepa       | YPF Chevrolet          |                      |
| Chevrolet  | Onix     | 25  | Cyro Fontes         | YPF Chevrolet          |                      |
| Hyundai    | Accent   | 8   | Alfredo Mariño      | Hyundai Mobil          |                      |
| Hyundai    | Accent   | 90  | Michell Bonnin      | Hyundai Mobil          |                      |
| Mitsubishi | Mirage   | 91  | Gabriel Beltrán     | RT Competición         | TBA                  |
| Renault    | Clio     | 69  | Eddy Mión           | Eddy Mion Competición  | TBA                  |
| Renault    | Clio     | 64  | Jorge Soler         | Eddy Mion Competición  | TBA                  |
| Renault    | Clio Mio | 38  | Fernando Etchegorry | JCD Racing             | TBA                  |
| Renault    | Clio Mio | 55  | Gonzalo Reily       | JCD Racing             |                      |
| Citroën    | DS3      | 2   | Fabricio Larratea   | Citroën Racing Uruguay | TBA                  |
| Citroën    | DS3      | 19  | Giordano Hernández  | Citroën Racing Uruguay | TBA                  |
| Citroën    | DS3      | 27  | Francisco Cammarota | Citroën Racing Uruguay | TBA                  |
| Citroën    | DS3      | 34  | Frederick Balbi     | Citroën Racing Uruguay | TBA                  |

### Clase 2
| Marca | Modelo | Piloto | N.º | Participación | Copa de Marcas | Copa de Particulares |
| ----- | ------ | ------ | --- | ------------- | -------------- | -------------------- |

## Novedades y cambios

### Clase principal
- Alfredo Mariño seguirá en Hyundai Mobil, quedando dos lugares libres en el equipo ya que Fabricio Larratea abandona el equipo y Wilfredo Pomes no tiene asegurada su continuidad.[4]
- Eddy Mion y Jorge Soler seguirán en Eddy Mion Competición.[5]
- Giordano Hernández, Francisco Cammarota y Frederick Balbi correrán en Citroën Racing Uruguay, restando conocer al cuarto piloto.[6]
- Fernando Etchegorry abandona Citroën Racing y correrá con un Renault Clio.[6]
- Gabriel Beltrán se suma a la categoría con un Mitsubishi Mirage.[7]
- José Luis Matos deja el equipo Geely Motorsport y se suma a Peugeot Sport Uruguay.[8] Al tiempo que Daniel Fresnedo no tiene segura su continuidad, al tiempo que Rodrido Aramendía, Fernando Rama y Michell Bonnin se mantienen en el equipo.
- Juan Manuel Casella, actual campeón de Fórmula 4 Uruguaya, ingresará a la categoría con un Vw Gol G6.[9]

### Clase 2
- Eddy Mión Competición tomará parte de esta nueva categoría, aunque todavía no se sabe quienes serán los pilotos.[5]
- Diego Nocetti pondrá dos VW Gol, al mando de uno de esos autos estarán los hermanos Fabini, Juan Pablo y Luis.[10]
- Peugeot tendrá a Juan Manuel Albacete y Pablo Santana como pilotos con un 207.[11]
- Ford pondrá dos autos, dos Escort, en esta nueva categoría aunque los pilotos no han sido confirmados.[12]
- Mauricio Geymonat se suma a la nueva categoría con un VW Gol.[13]

## Calendario
A principios de 2017, la AUVO presentó calendario tentativo conformado por 20 fechas. Finalmente el calendario se redujo a 9 fechas.
| Ronda | Fecha                | Circuito                                      |
| ----- | -------------------- | --------------------------------------------- |
| 1     | 20 y 21 de mayo      | Autódromo Víctor Borrat Fabini (nº 1, 3496 m) |
| 2     | 17 y 18 de junio     | Autódromo Víctor Borrat Fabini (nº 3, 2790 m) |
| 3     | 29 y 30 de julio     | Autódromo Víctor Borrat Fabini (nº 4, 3031 m) |
| 4     | 19 y 20 de agosto    | Autódromo Víctor Borrat Fabini (nº 2, 3190 m) |
| 5     | 9 y 10 de septiembre | Autódromo Víctor Borrat Fabini                |
| 6     | 7 y 8 de octubre     | Polideportivo de Mercedes                     |
| 7     | 28 y 29 de octubre   | Autódromo Víctor Borrat Fabini (nº 6, 2700 m) |
| 8     | 18 y 19 de noviembre | Autódromo Víctor Borrat Fabini (nº 6, 2910 m) |
| 9     | 9 y 10 de diciembre  | Autódromo Víctor Borrat Fabini (nº 8, 2700 m) |